# Хертен
Хертен (нем. Herten) — город в Германии, в земле Северный Рейн-Вестфалия.
Подчинён административному округу Мюнстер. Входит в состав района Реклингхаузен.  Население составляет 62 235 человек (на 31 декабря 2010 года). Занимает площадь 37,31 км². Официальный код  —  05 5 62 020.
Город подразделяется на 9 городских районов.

## Фотографии

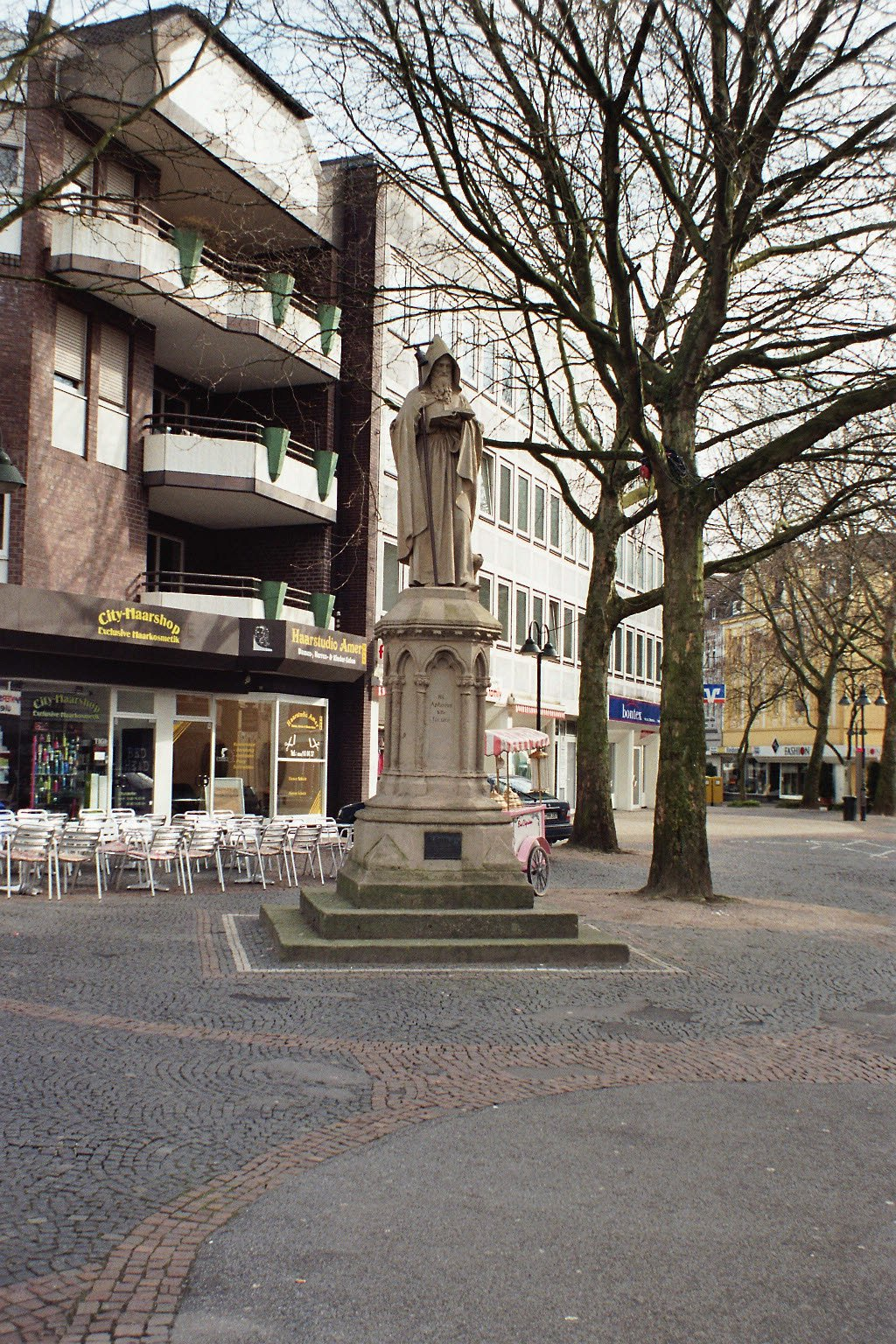
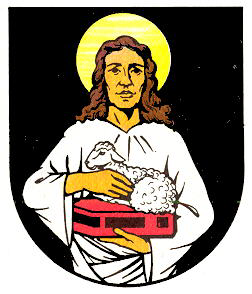
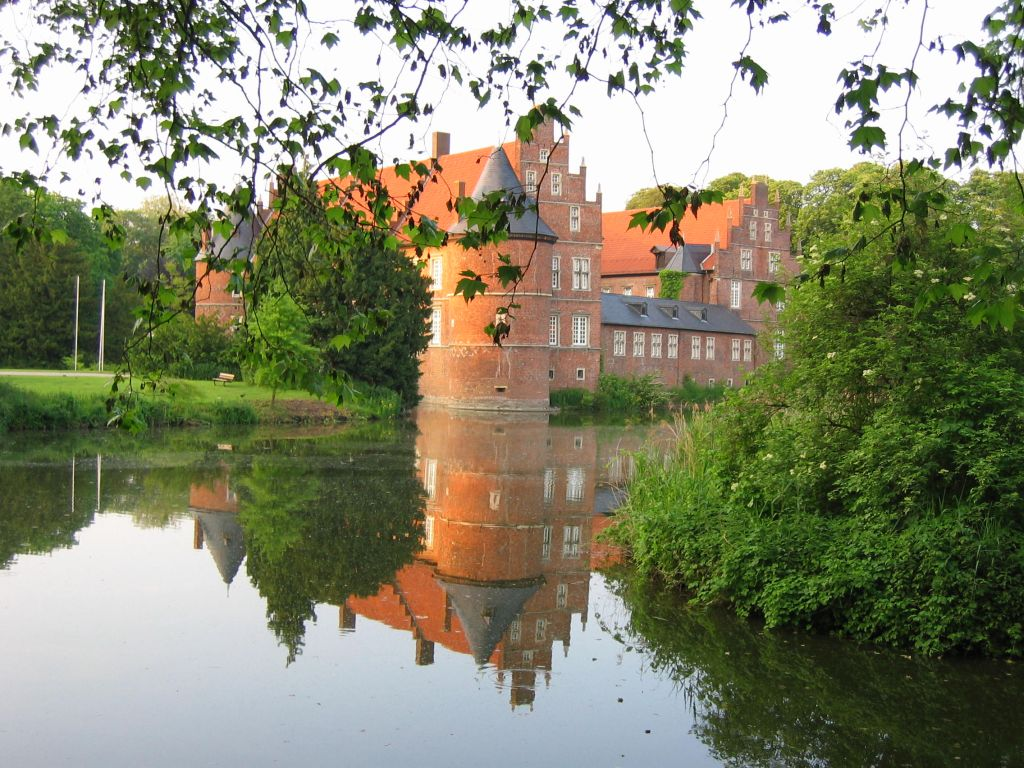
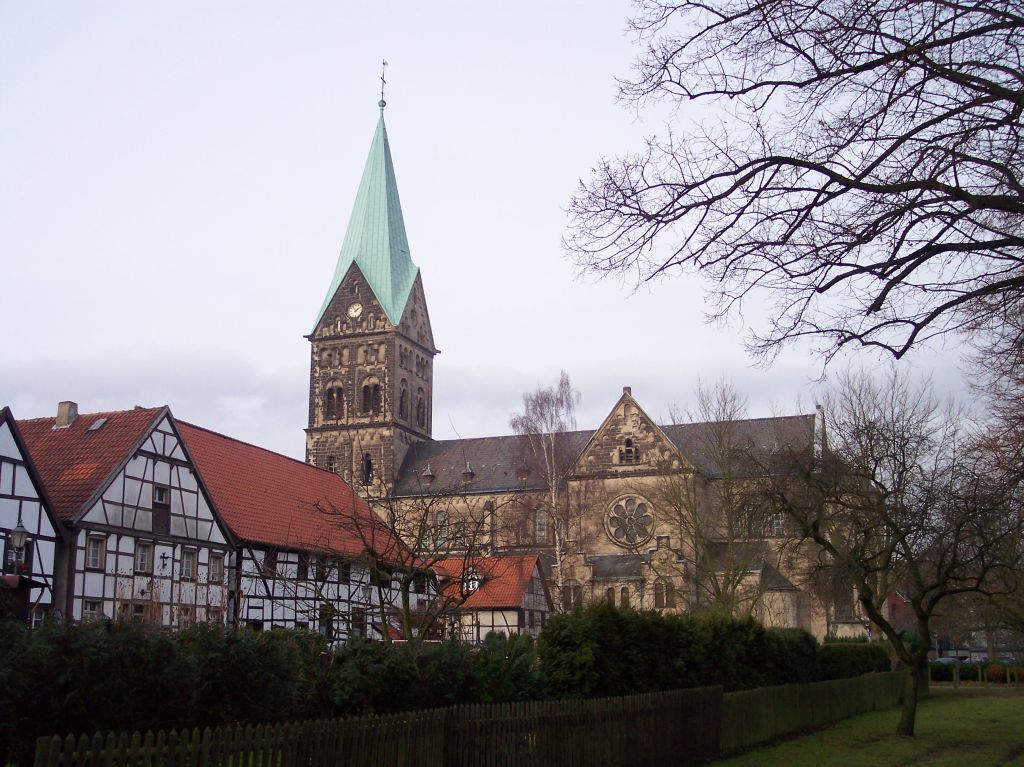
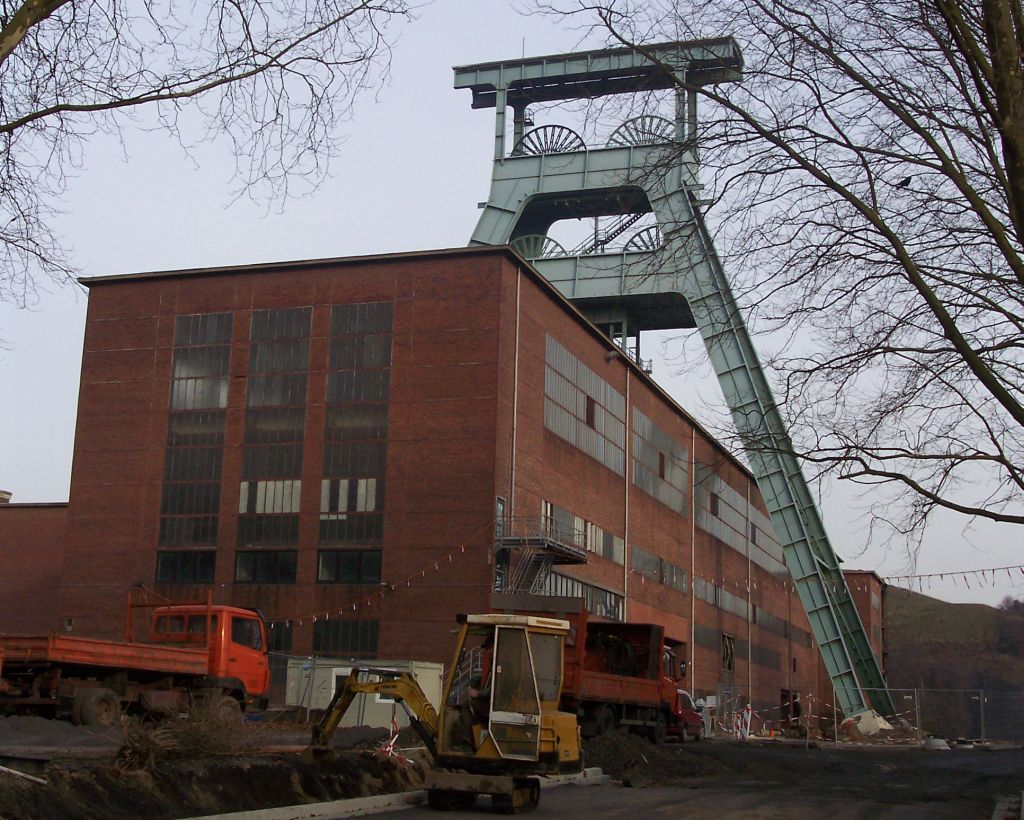
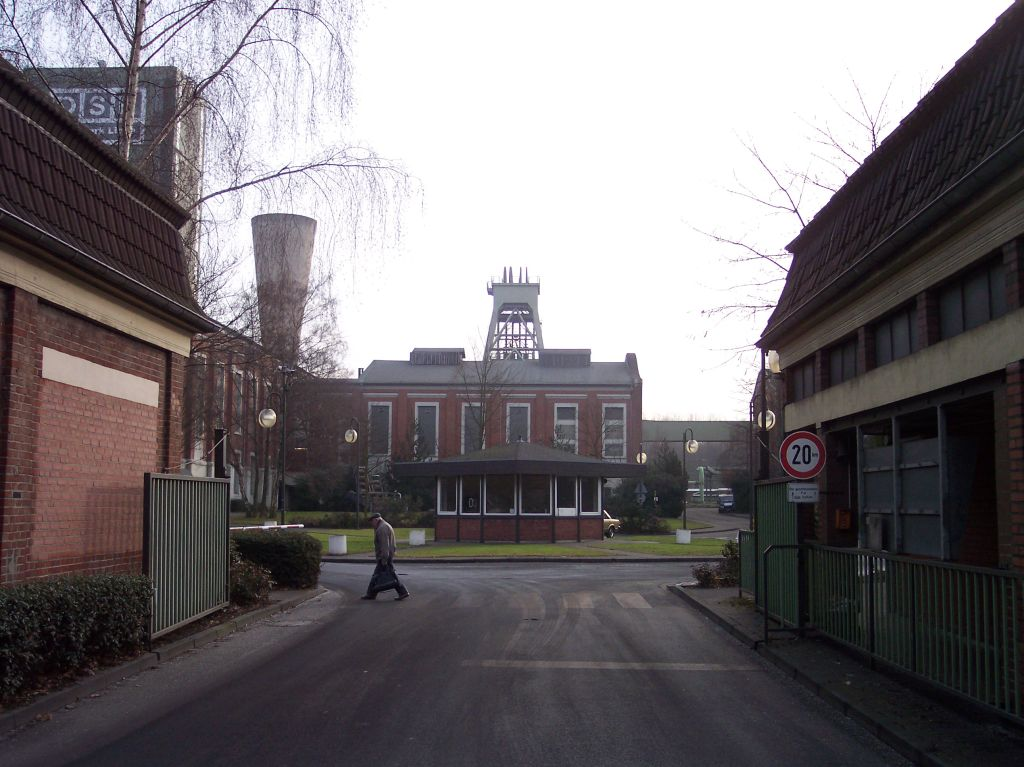
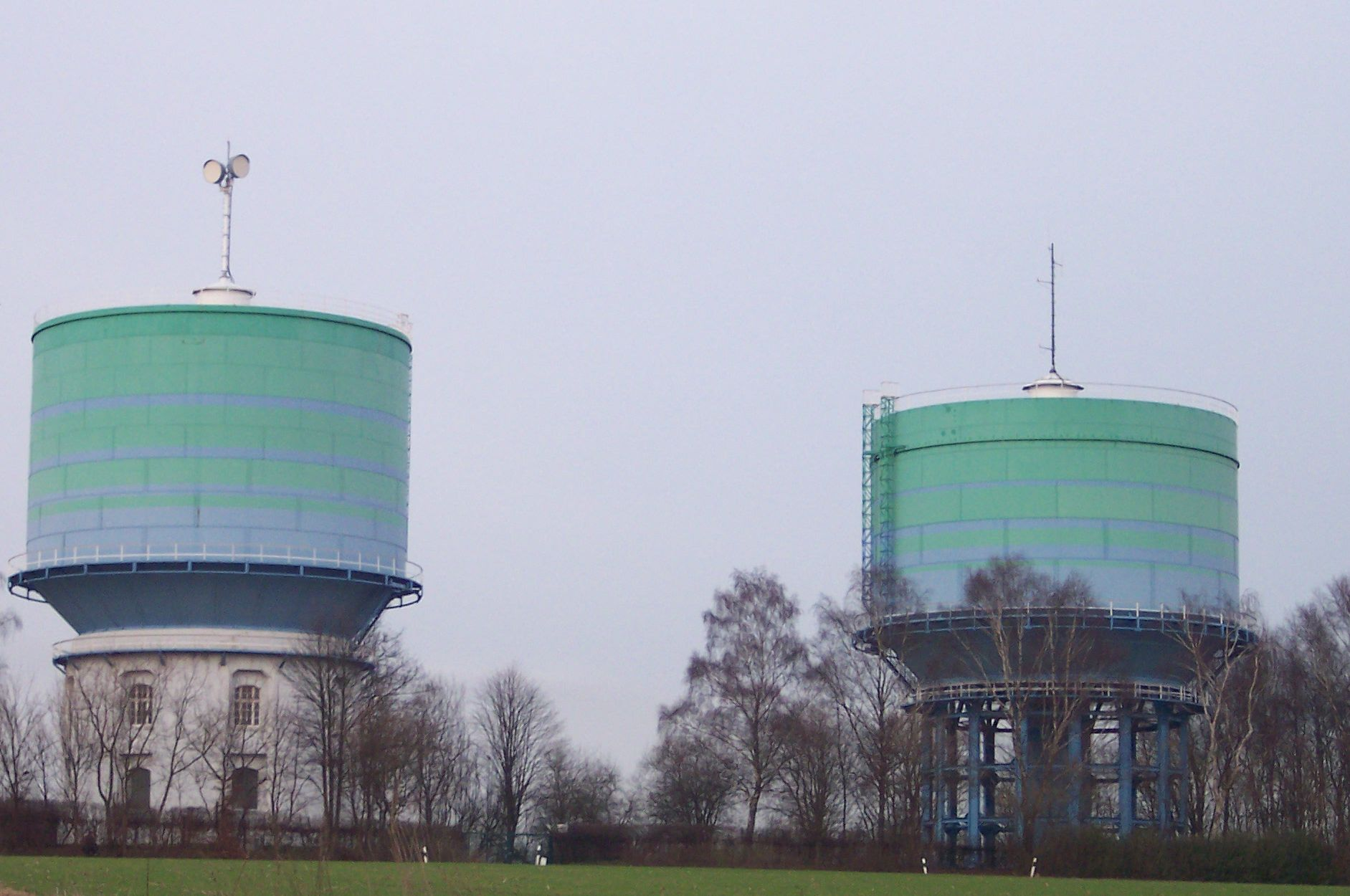

## Достопримечательности
- Замок Хертен

## Города-побратимы
- Франция: Аррас